# Krāslava
Krāslava (en alemán: Kreslau, en polaco: Krasław y en ruso: Краслава) es una villa situada en la antigua región de Latgalia en Letonia. Es la capital del municipio homónimo.
A 1 de enero de 2016 tiene 9114 habitantes. Su población se compone en un 44% por letones, en un 25% por rusos y en un 17% por bielorrusos.
Se encuentra a orillas del río Daugava junto a la frontera con Bielorrusia, unos 30 km al este de Daugavpils en la carretera que une dicha ciudad con Polatsk.